# Béznar
Béznar és una localitat espanyola pertanyent al municipi de Lecrín, a la província de Granada (comunitat autònoma d'Andalusia). Està situada en la part sud-oriental de la Vall de Lecrín. Prop d'aquesta localitat es troben els nuclis de Pilotejos, Chite, Talarà, Mondújar, Pins de la Vall, Murchas i Melegís, entre d' altres.

## Història
Béznar va ser un municipi independent fins a 1973. En 1967 es van fusionar els municipis de Séquies, Chite, Mondújar, Murchas i Talarà en un només que van denominar Lecrín, recaient la capitalitat municipal en el nucli talareny. Sis anys més tard es va incorporar Béznar, juntament amb la seva en aquells dies pedania de Pilotejos.

## Cultura
Béznar celebra les seves festes patronals en honor de Sant Antoni Abat al voltant de la primera setmana de setembre, on té lloc la tradicional desfilada dels Mosqueters del Santíssim, escortant al Santíssim Sagrament, abillats de manera singular. Data de 1566 arran d'uns fets d'armes durant la revolta dels moriscos, en aconseguir rescatar el Santíssim Sagrament que havia estat robat. Durant aquestes festes se celebren processons, revetlles i focs artificials.